# Iglesia Oscar Fredrik

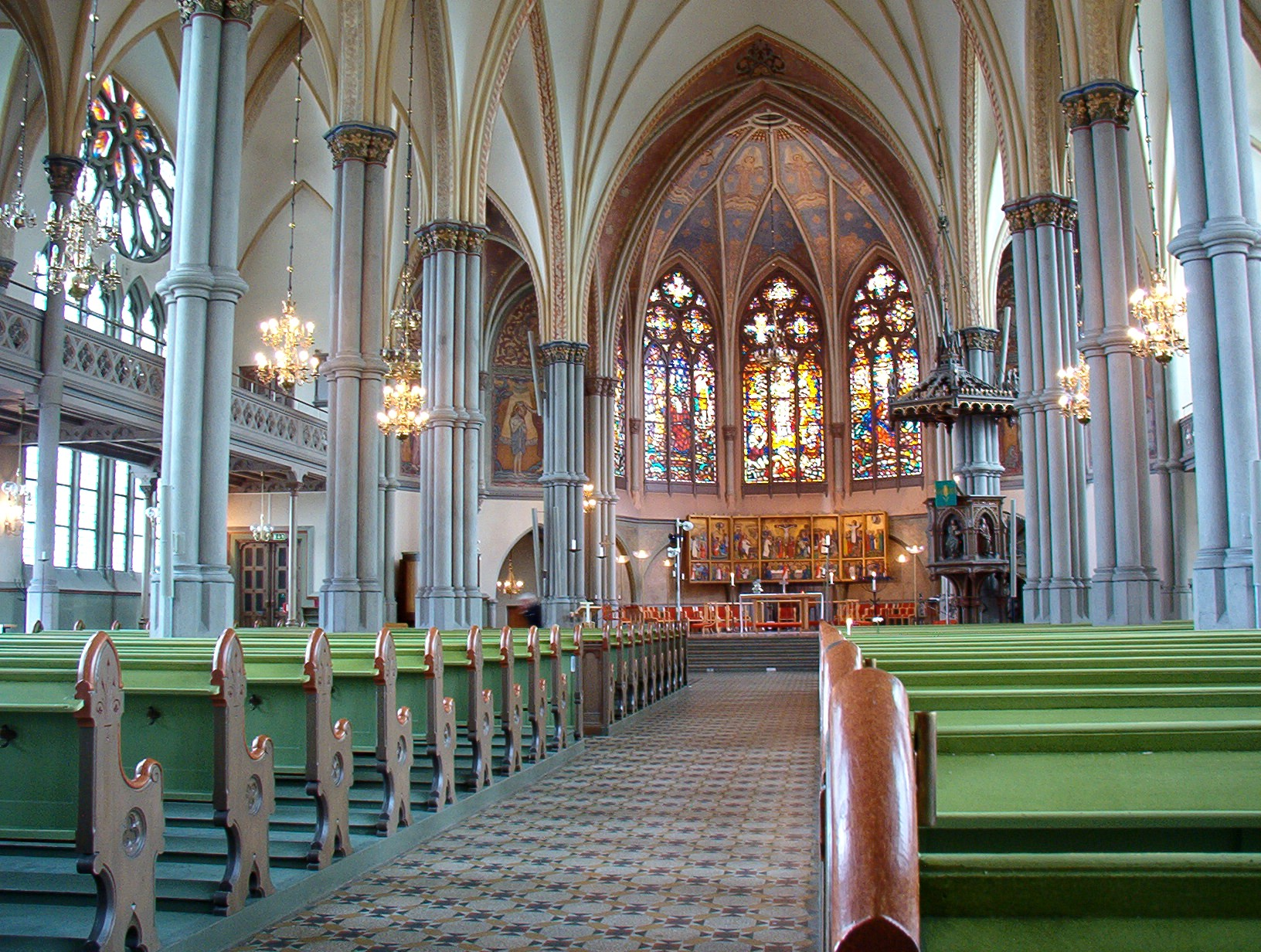
interior de la iglesia

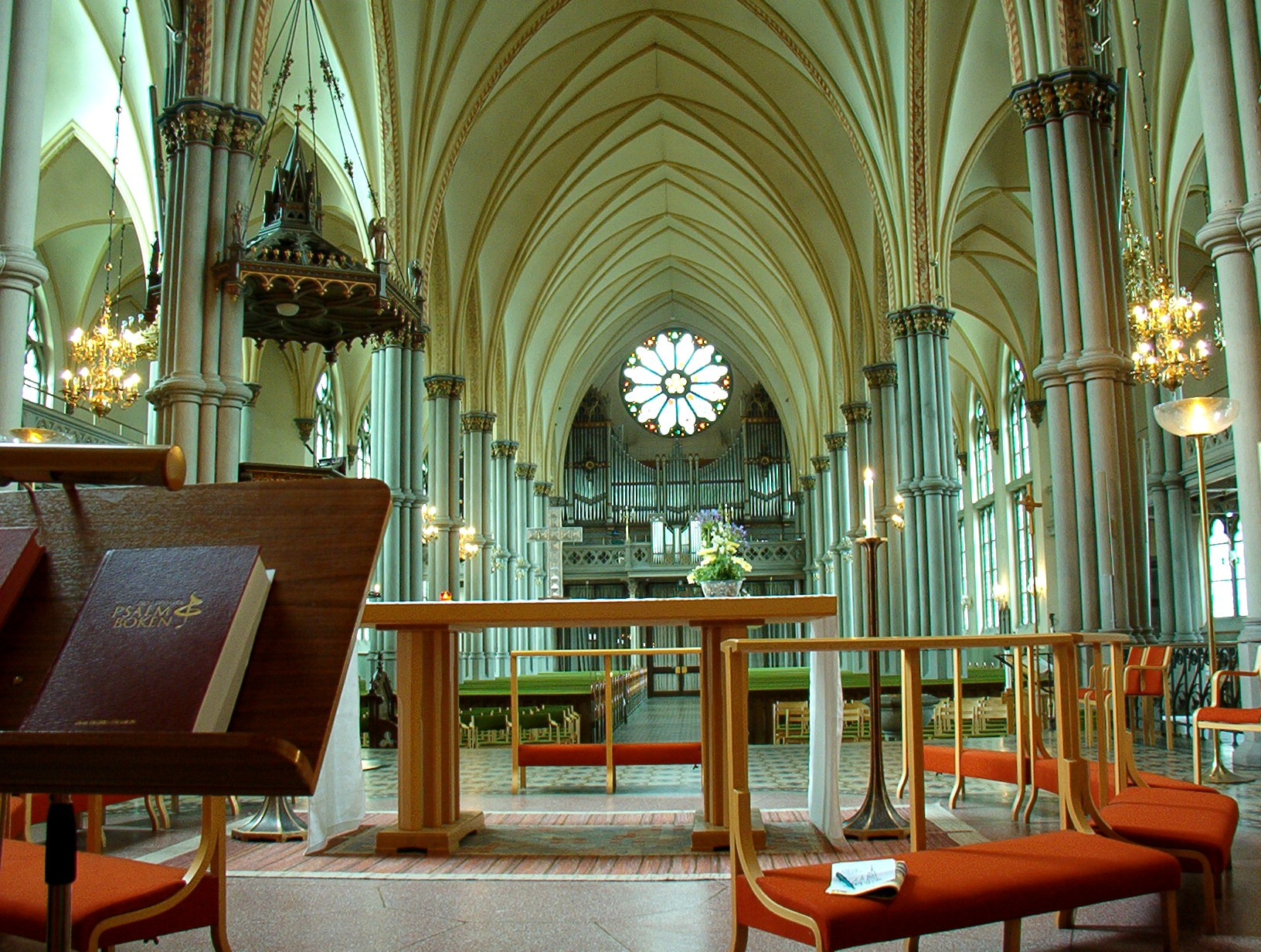
La nave central vista desde el coro: al fondo la tribuna con el órgano visible.

La iglesia [de] Oscar FredriK es una iglesia sueca erigida en Gotemburgo. Fue diseñada por Helgo Zetterwall y erigida en la década de 1890. La iglesia fue consagrada el 2 de abril de 1893 por el obispo Edward Herman Rohde. La iglesia y la parroquia recibieron su nombre en 1908 —hasta ese momneto parroquia de Masthuggs— en honor del rey Oscar Fredrik (Óscar II), que la visitó en 1898 y dejó constancia de ello en el libro de visitas.
Se trata de un ejemplo en ladrillo típico del norte de Europa en estilo neogótico (renacimiento gótico), pero la influencia no es el estilo gótico nórdico, sino más bien el estilo de las grandes catedrales de la Europa continental. Originalmente tenía 1.685 asientos. La planta de la iglesia se diferencia de la forma tradicional, ya que la torre, de 60 m de altura, está situada en el lado de la capilla mayor,entre la nave y el brazo del transepto norte. La iglesia ha sido restaurada en tres ocasiones: en 1915, 1940 y 1974. El interior es uniforme en colores verdosos.